# Shovel Knight
Shovel Knight er et platformspil udviklet og udgivet af Yacht Club Games. Spillet blev finansieret gennem Kickstarter og kom ud til Microsoft Windows, Nintendo 3DS og Wii U i juni 2014 og til MacOS og Linux september samme år. Senere blev det udgivet til PlayStation 3, PlayStation 4, PlayStation Vita og Xbox One i april 2015, og til Nintendo Switch marts 2017. 
Shovel Knight er inspireret af platformspil udviklet til Nintendo Entertainment System og har fået positiv modtagelse. Efter at spillet blev udvidet med yderligere indhold, fik den oprindelige kampagnen retronymet Shovel of Hope. Det fulde spil er nu kaldet Shovel Knight: Treasure Trove, som omfatter tre andre kampagner: Plague of Shadows, Specter of Torment og King of Cards som blev udgivet i henholdvist 2015, 2017 og 2019.

## Ekstern henvisning
- Officiel hjemmeside
- Officiel fandom